# Fernando Rivarés
Fernando Rivarés Esco (1970) es un periodista, escritor, guionista y editor español. 
Desde el 13 de junio de 2015 al 15 de junio de 2019 fue concejal (consejero) de Economía, Hacienda y Cultura en el Ayuntamiento de Zaragoza. También fue el Portavoz del Gobierno municipal. Actualmente es el portavoz de Podemos en el ayuntamiento de Zaragoza pero no ostenta cargo orgánico en lo municipal.

## Biografía
Fue editor y presentador de programas en RNE-4ZGZ (ya desaparecida) y en RNE-5 Bajo Aragón.
Fue corresponsal de Diario 16 y El Día de Aragón.
Fue redactor de informativos, editor y presentador de programas e informativos en la Cadena SER-Aragón.
Fue el responsable de Comunicación del Pabellón El Faro en la exposición Expo2008 de Zaragoza.
Fue director Técnico del Congreso Nacional de Hombres por la Igualdad.
Impartió clases en el Máster de Género de la Universidad de Zaragoza (UNIZAR).
Dirigió talleres de Comunicación Ética para diversas ONGs y de Radio para estudiantes durante 5 años.
Fue el responsable de comunicación y Proceso de participación en la candidatura de Zaragoza a Capital Europea de la Cultura de 2016.
Fue columnista de El Periódico de Aragón y crítico literario.
Fue conductor de debate en Antena Aragón y conductor del Late Night Que viene el lobo en Antena Aragón.
Fue guionista documental para Bausan Films BCN.
Fue editor literario en español en El Andén Ediciones-BCN.
Fue guionista de contenidos de Exposiciones Urbanas para Morillas BCN y Escena Comunicación BCN.
Fue el responsable de Comunicación de la sala Teatro de la Estación y de la compañía Tranvía Teatro.
Fue colaborador de Opinión en la Cadena SER-Aragón.
En septiembre de 2015 publicó su primera novela titulada Victoria, editada en Tropo Editores. La novela fue escrita mucho antes de entrar en política. En 2018 publica su segunda novela, Declive (Pregunta Ediciones).
Es lector desde los ocho años y Ana Karenina fue una de las novelas que le marcó.
Es militante, vecinal y social.
Es activista LGTB.

## Política

Logo de Zaragoza en Común

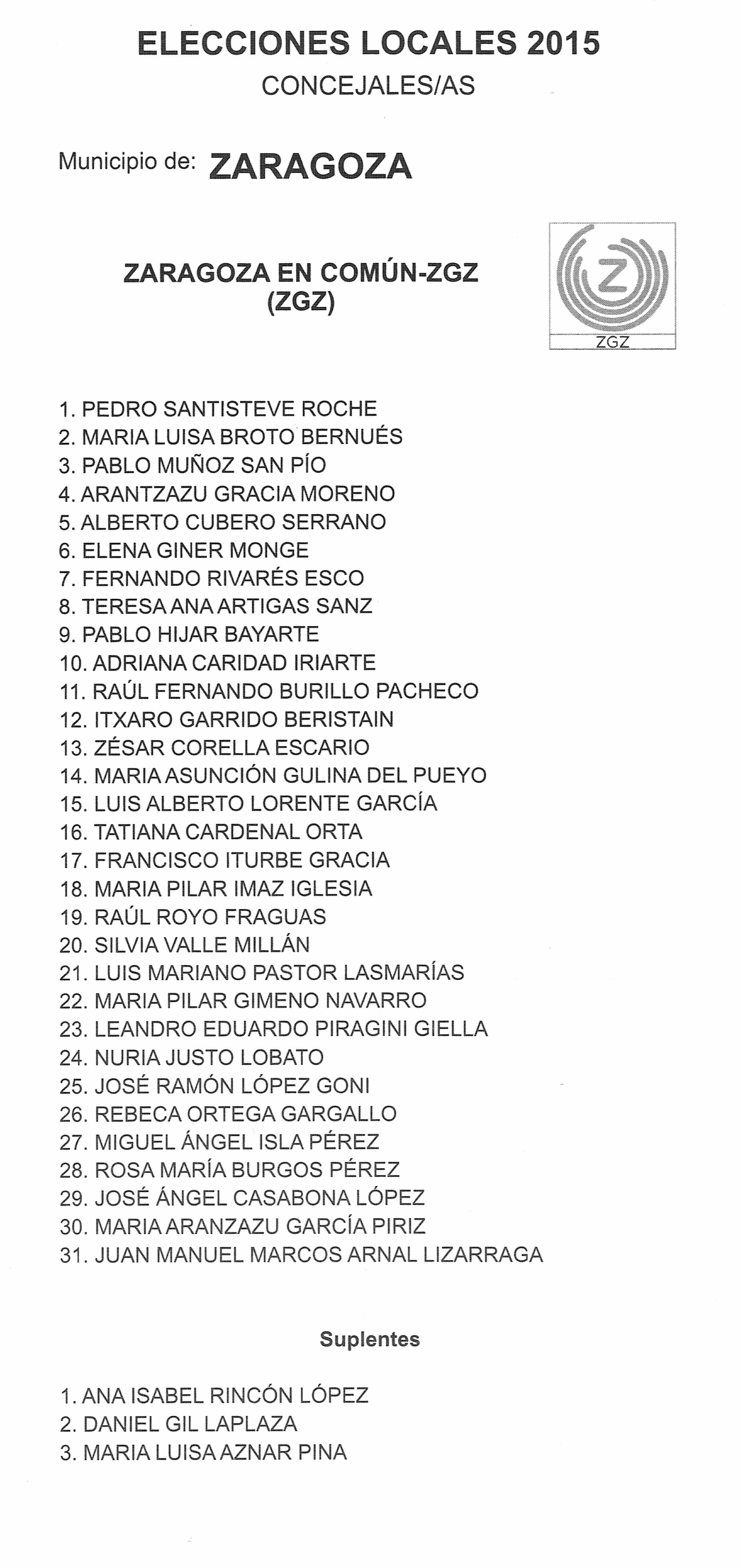
Lista electoral de Zaragoza en común en las elecciones municipales de Zaragoza en 2015. Fernando Rivarés se presentaba en el puesto 7.

La entrada de Fernando Rivarés en política comenzó con el movimiento del 15-M. En 2015 su candidatura resultó ganadora del proceso de primarias de Ganemos Zaragoza, en el que participaron más de 3.731 personas. Formó parte de la lista de la candidatura de Zaragoza en Común-ZGZ, en la que confluyen movimientos sociales, Podemos, Izquierda Unida, Equo, Puyalón de Cuchas, Piratas de Aragón y Demos+ y Somos
 para acudir a las elecciones municipales del 24 de mayo de 2015, resultando electo concejal.
En noviembre de 2019, durante un Pleno Municipal, profirió comentarios machistas hacia la Consejera Municipal de Hacienda, ante lo sucedido, el Alcalde de Zaragoza le instó por tres veces a que retirase sus palabras, Rivarés se negó, contestando con el mismo exabrupto esta vez dirigido al propio Alcalde.

## Cargos públicos
- Concejal del Ayuntamiento Zaragoza y portavoz del GM Podemos-Equo
- Concejal (consejero) de Economía, Hacienda y Cultura en el Ayuntamiento de Zaragoza. y portavoz del gobierno municipal en el Ayuntamiento de Zaragoza (2015-2019).

| Predecesor: Fernando Gimeno Marín | Portavoz del gobierno municipal en del Ayuntamiento de Zaragoza 2015 - 2019 | Sucesor: María Navarro Viscasillas |
| Predecesor: Fernando Gimeno Marín | Concejal de Hacienda de Zaragoza 2015 - 2019                                | Sucesor: María Navarro Viscasillas |